# لیمپوپو
لیمپوپو (به انگلیسی: Limpopo) شمالی‌ترین استان آفریقای جنوبی است که به نام رود لیمپوپو نام‌گذاری شده‌است.